# Потапово (Угорське сільське поселення)
Потапово (рос. Потапово) — присілок в Дзержинському районі Калузької області Російської Федерації.
Населення становить 3 особи. Входить до складу муніципального утворення Угорське сільське поселення.

## Історія
Від 2004 року входить до складу муніципального утворення Угорське сільське поселення.

## Населення
| 2002 | 2010 |
| ---- | ---- |
| 11   | ↘3   |